# Kvantna superpozicija
Kvantna superpozicija je značilnost, ki se pojavlja v kvantni mehaniki. Kaže se v tem, da lahko delec zavzema vsa možna kvantna stanja istočasno in zaradi tega mora opis delca vsebovati vsa možna stanja z verjetnostmi, da je delec v tem stanju. Takšnega načina opisa se ne da realizirati v okviru klasične mehanike. Ta način opisa se včasih imenuje tudi načelo superpozicije, ki pa velja za vse vrste valovanja (sestavljanje valov). Običajno se govori o linearni kvantni superpoziciji.

## Zgled
Naj bodo funkcije {\displaystyle \Psi _{1}\,}, {\displaystyle \Psi _{2}\,},…{\displaystyle \Psi _{n}\,} možne valovne funkcije, ki opisujejo kvantno stanje, potem je njihova linearna superpozicija enaka {\displaystyle \Psi _{3}=c_{1}\Psi _{1}+c_{2}\Psi _{2}+\dots +c_{n}\Psi _{n}\,} (pri tem so {\displaystyle c_{1}\,}, {\displaystyle c_{2}\,},….,{\displaystyle c_{n}\,} kompleksna števila, za katera velja {\displaystyle |c_{1}|^{2}+|c_{2}|^{2}+\dots +|c_{n}|^{2}=1\,}) . Ta funkcija prav tako opisuje neko stanje kvantnega sistema. 
Predpostavi se, da je delec lahko v legi (stanju) {\displaystyle A\,} in {\displaystyle B\,}. Recimo, da je v legi {\displaystyle A\,} v vrednosti 3i/5 in v legi {\displaystyle B\,} v vrednosti 4/5. Potem se lahko zapiše:
{\displaystyle |\psi \rangle ={3 \over 5}i|A\rangle +{4 \over 5}|B\rangle \,}
kjer je 
- {\displaystyle |\dots \rangle \,} – Diracov zapis kvantnega stanja

To se lahko pove tudi na naslednji način:
Kadar meritev neke fizikalne količine v stanju {\displaystyle |\Psi _{1}\rangle \,} da vrednost {\displaystyle f_{1}\,} in če se meri isto količino v stanju {\displaystyle |\Psi _{2}\rangle \,} in dobi vrednost {\displaystyle f_{2}\,}, potem meritev v stanju {\displaystyle |\Psi _{3}\rangle \,} pripelje do rezultata {\displaystyle f_{1}\,} ali {\displaystyle f_{2}\,} z verjetnostima {\displaystyle |c_{1}|^{2}\,} in {\displaystyle |c_{2}|^{2}\,} (če je {\displaystyle \Psi _{3}=c_{1}\Psi _{1}+c_{2}\Psi _{2}\,}). 